# Jörg Albrecht (Autor)

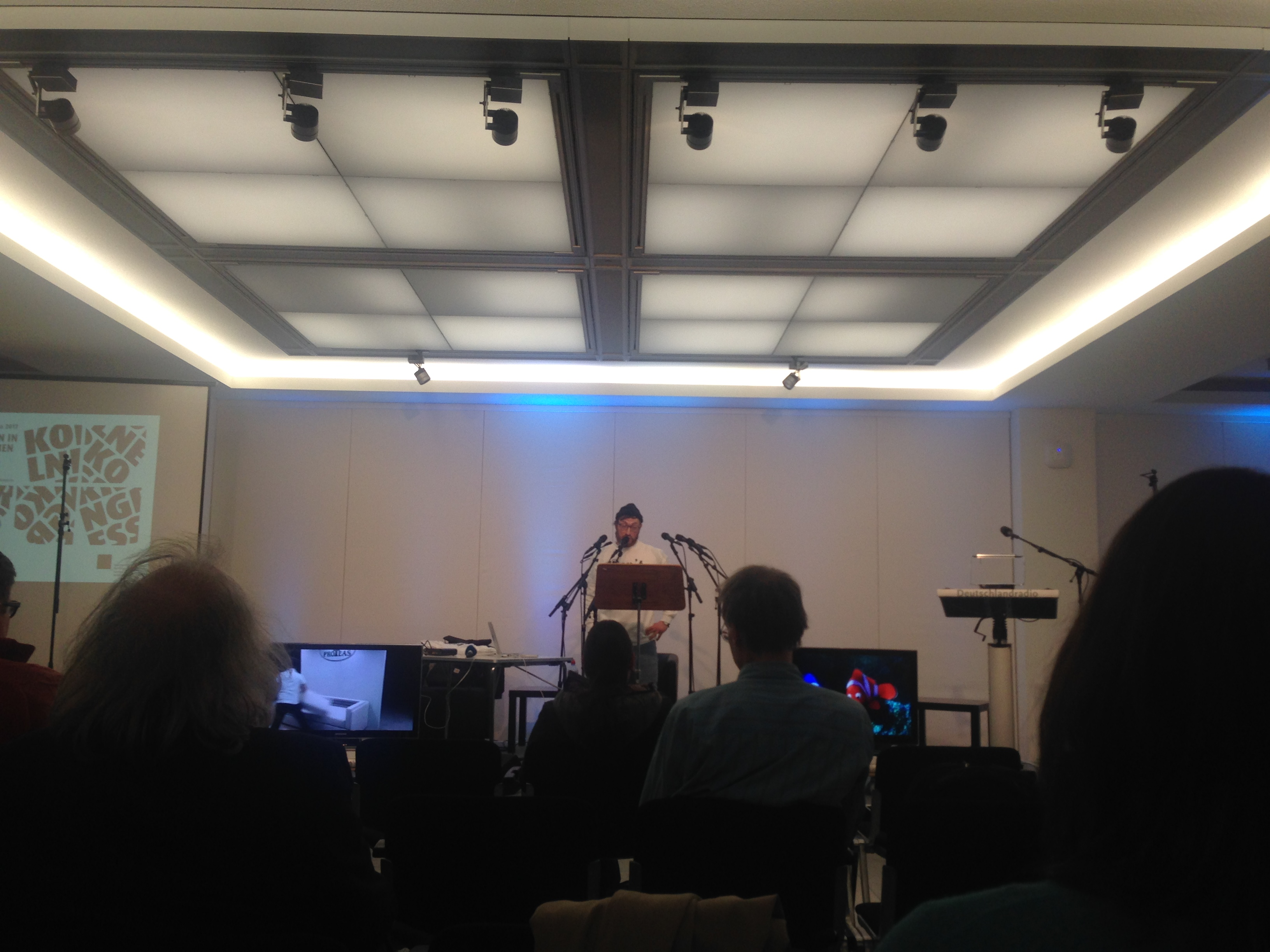
Jörg Albrecht führt beim „Kölner Kongress 2017“ sein „Textkonzert“ auf

Jörg Albrecht (* 21. August 1981 in Bonn) ist ein deutscher Schriftsteller. 

## Leben
Jörg Albrecht ist mit drei Geschwistern aufgewachsen, sein Vater war Kinderchirurg und seine Mutter war Lehrerin für Englisch und Politik. Er studierte Komparatistik, Neuere Deutsche Literatur, Geschichte und Theaterwissenschaft in Bochum und Wien. 2006 schloss er sein Studium mit einer Magisterarbeit über Rolf Dieter Brinkmann ab, 2011 wurde er über „Poetiken des Abbruchs“ promoviert. Gemeinsam mit dem Musiker Matthias Grübel inszeniert er als Duo phonofix Hörspiele und multimediale Literaturperformances.
Im Dezember 2017 wurde Jörg Albrecht mit Wirkung vom 1. Februar 2018 zum Gründungsdirektor und Künstlerischen Leiter der Burg Hülshoff ernannt. Albrecht ist zudem Mitglied des Theaterkollektivs copy & waste. Er war Mitglied des PEN-Zentrum Deutschland und gehörte im Juni 2022 zu den Gründungsmitgliedern des PEN Berlin.
Im Mai 2014 war Albrecht während eines Gastaufenthalts bei der Buchmesse Abu Dhabi vier Tage wegen Spionageverdachts inhaftiert.
Er lebt in Münster.

### Literarische Arbeiten
2006 erschien Albrechts Roman Drei Herzen, der von drei Generationen und deren medialer Wahrnehmung erzählt: einer Großeltern-Generation als Edelweiß-Pfadfinder, einer Eltern-Generation als 68er und einer Generation der späten 1990er. Die einzigen im Roman genannten Markennamen sind die Namen von Kameras und Fotoapparaten. Albrechts literarische Arbeiten sperren sich gegen traditionelle Rezeptionsanforderungen wie Einheit der Handlung und Figuren oder feststehende Motive und erinnern damit an Verfahren, wie sie die zeitgenössischen Schriftsteller Rainald Goetz, Thomas Meinecke oder Andreas Neumeister entwickelten. Nach dem Roman Sternstaub, Goldfunk, Silberstreif (2008) kündigte Albrecht für 2012 ein Buch über 'Werwölfe und Kreativwirtschaft' an.

Er ist Mitbegründer der Autor*innenallianz nazisundgoldmund.net (Blog seit 2016 online) die sich versteht als „ein vielköpfiges poetologisches Monstrum, das die Entwicklungen und Aktionen der Europäischen Rechten und ihrer internationalen Allianzen kritisch beobachtet.“

### Theaterarbeiten
Nach verschiedenen Werkstattaufführungen und Eigenproduktionen wurde 2010 Albrechts Stück Harry Lime lebt! Und das in diesem Licht! im Wiener Schauspielhauses (Regie: Jan-Christoph Gockel) aufgeführt. Das Drama lehnt sich an die Figur Harry Lime aus Carol Reeds Der dritte Mann (1949) an.

## Werke

### Romane
- Drei Herzen (2006).
- Sternstaub, Goldfunk, Silberstreif (2008).
- Beim Anblick des Bildes vom Wolf (2012).
- Anarchie in Ruhrstadt. Wallstein Verlag, Göttingen 2014, ISBN 978-3-8353-1552-5.
- Der Kotti. Be.bra-Verlag, Berlin 2015, ISBN 978-3-89809-129-9.

### Theaterstücke
- Wir Kinder vom Hauptbahnhof [Lehrter Bahnhof] 2007, Werkstattaufführung des Maxim Gorki Theaters Berlin
- Immer Verschwinden 2009, Werkstattaufführung des Maxim Gorki Theaters Berlin
- Lass mich dein Leben leben 2009, Uraufführung im Werkraum der Münchner Kammerspiele
- Berlin Ernstreuterplatz 2009, Produktion von copy & waste, Uraufführung im Studio des Maxim Gorki Theaters Berlin
- Tri Tri Tripli – Trans Europa Exzess 1 2009, Produktion von copy & waste, Uraufführung im Raum 33 Basel
- Die Versteigerung von No. 36 2009, Produktion von copy & waste, Uraufführung im WestGermany Berlin
- Harry Lime lebt! Und das in diesem Licht! 2010, Uraufführung im Heimatkino des Wiener Schauspielhauses
- You’re not the same, Batman! 2014, Uraufführung beim Steierischen Herbst, Graz

### Hörspiele
- Moon Tele Vision. Hörspiel mit Jörg Albrecht, Anna Graenzer, Patrick Güldenberg, Janna Horstmann, Steffen Klewar, Ulf Schmitt, Maryam Zaree. Komposition: phon°noir, Realisation: phonofix (Jörg Albrecht, Matthias Grübel), Produktion: BR Hörspiel und Medienkunst 2008. Als Podcast/Download im BR Hörspiel Pool.[8]
- Hell of Fame. Hörspiel mit Sebastian Weber, Jule Ronstedt, Ferdinand Schmidt-Modrow, Wiebke Puls, Ilona Grandke, Oliver Mallison, Martin Umbach, Johannes Zirner, Claudia-Sophie Jelinek. Komposition: Jakob Suske, Regie: Bernadette Sonnenbichler, Produktion: BR Hörspiel und Medienkunst 2013. Als Podcast/Download im BR Hörspiel Pool.[9]
- Green Screen Teen. Mit Jörg Albrecht. BR Hörspiel und Medienkunst 2010. Beitrag zu einem Projekt der Redaktion Hörspiel und Medienkunst, die 17 zeitgenössische deutschsprachige Autoren einlud, sich dem Alltag der übernächsten Generation zu widmen und ein Bild von Deutschland und der Welt in rund 80 Jahren zu entwerfen. Als Podcast/Download im BR Hörspiel Pool.[10]
- Beyond the Rainbow. Mit René Dumont, Christian Erdt, Karolina Horster, Aurel Manthei, Franz Pätzold, Julia Riedler. Komposition: Beißpony, Regie: Stefanie Ramb. Produktion: BR Hörspiel und Medienkunst 2017. Als Podcast/Download im BR Hörspiel Pool.[11]
- Also Poesie gegen Rechts oder was?, Nachtstudio, Bayerischer Rundfunk, 2017, Kollektivtext von Nazis & Goldmund

### Libretto
- Notstrom (Musik: Mela Meierhans), Auftragswerk der Staatsoper Hannover, 2004

### Sonstiges
- Blutanfall // Bildpunkte, in: 13. open mike. Internationaler Wettbewerb junger deutschsprachiger Literatur – Anthologie, 2005
- In der aztekischen Kamera [Nicht nachmachen bitte], Essay zu Andreas Neumeister, in: EDIT Nr. 39, 2006
- Sommer, hochauflösend, in: Shake Your Tree Magazine Nr. 2, 2006
- Nasenbluten [Polaroid 1000 Mix], in: BELLA triste Nr. 7, 2003
- in den Kopfhörern Innenlinsencut, in: BELLA triste Nr. 15, 2006
- Beitrag über Improvisation, in: BELLA triste Nr. 24, 2009

## Stipendien / Förderpreise
- 2001 Hattinger Förderpreis für junge Literatur
- 2002 Stipendiat des Literatur Labor Wolfenbüttel
- 2002 Literaturförderpreis der Stadt Dortmund
- 2003 Klagenfurter Literaturkurs
- 2005 Einladung zu den Werkstatt-Tagen des Burgtheaters
- 2005 Förderpreis für Literatur der GWK
- 2005 2. Preis beim 13. open mike der Literaturwerkstatt Berlin
- 2007 Teilnahme am Retzhofer Dramapreis
- 2007 Teilnahme am Ingeborg-Bachmann-Preis
- 2007 Förderpreis des Landes Nordrhein-Westfalen für junge Künstlerinnen und Künstler
- 2010/11 Stadtschreiber von Graz
- 2015 Stipendium des Deutschen Literaturfonds
- 2016 Margarete-Schrader-Preis der Universität Paderborn
- 2018 Stipendium für Literatur des Berliner Senats für Kultur und Europa